# Honoré de Balzac
Honoré de Balzac  (n. 20 mai 1799, Tours, Prima Republică Franceză – d. 18 august 1850, Paris, A Doua Republică Franceză) a fost un romancier, critic literar, eseist, jurnalist și scriitor francez.
El este considerat unul dintre cei mai mari scriitori francezi în domeniul romanului realist, romanului psihologic și al romanului fantastic.
Apreciat de critica literară, Gérard Gengembre, G. Vannier, cât și de filozofi sau eseiști ca Alain, Albert Béguin el a fost caracterizat drept un autor vizionar de către Albert Béguin .
În cultura română a avut doi admiratori de valoare, G.Călinescu, cel care milita pentru balzacianism în articolele sale teoretice exemplificând tehnica acestuia în romanul Enigma Otiliei,  și de Mircea Eliade, care, în tinerețe și-a dorit să scrie o monografie consacrată operei lui Balzac. Pornind de la motivul androginului, care constituie de fapt nucleul nuvelei de ample dimensiuni Séraphita, Mircea Eliade a dezvoltat teoria sa din eseul Mitul reintegrării.
Datorită complexității operei sale, Balzac a fost greu de încadrat, atât de critica literară din acea perioadă, cât și de cea de astăzi, ca aparținând unei categorii deja existente, aparte.
El a creat un adevărat monument, „Comedia umană” (în franceză Comédie humaine), ciclu în a cărui componență intră 95 de lucrări terminate (nuvele, romane și eseuri) și 48 lucrări neterminate. Ideea continuității dintr-o lucrare în alta, a uniunii, a apărut pentru prima dată în 1830, odată cu gruparea romanelor Sarrasine, Gobseck, sub titlul Scènes de la vie privée.

## Constituirea familiei Balzac

### Tatăl Bernard-François Balsa
În anul 1746 se naște Bernard-François Balssa (1746-1829), scris uneori Balsac, tatăl scriitorului, în cătunul Nougayrié (aparținând parohiei Canezac, comuna Montirat - departamentul Tarn din sudul Franței).
În ciuda pretențiilor sale de noblețe, se trăgea dintr-o familie simplă de țărani, extrasul de botez clasându-l ca "fiul pălmașului Balssa". Discordanțele continuă în viața sa, pretinsul regalist incoruptibil figurând in Almanahul național pe 1793 printre ofițerii comunali și membrii Consiliului general comunal, la secțiunea Drepturile Omului.
Este privit ca fiind un om robust și inteligent, muncitor și ambițios, cam repezit, vorbăreț, clocotind de idei. După însușirea unui nivel cultural satisfăcător își părăsește cătunul natal devenind secretar al  notarului Albar din Canezac. Ambiția îi îndreaptă pașii către Paris, de unde are posibilitatea de a ocupa anumite funcții atât în capitală cât și în alte orașe din provincie în perioada lui Ludovic al XVI-lea cât și sub Revoluție.
Tradiția familiei îi acordă meritul de a fi fost suspectat de Robespierre pentru că ar fi încercat să-i salveze pe câțiva "foști". Fapta îl pune în pericolul de a înfrunta ghilotina, dar este salvat prin intervenția unui prieten și trimis în Armata din Nord cu misiunea de a organiza serviciul aprovizionării, fiind numit directorul aprovizionării (directeur des vivres).
Se căsătorește cu fiica șefului său, Anne-Charlotte-Laure Sallambier (1778-1854),  mai tânără cu 32 de ani decât el , în urma căsătoriei fiind numit administrator al Ospiciului general din Tours, unde își așează o gospodărie remarcabilă.
În timpul vieții a avut o slabă activitate literară, scriind broșuri tratând problemele sociale ale timpurilor sale.
Convins că va trăi peste 100 de ani, că va deveni milionar înjghebând toutina (drepturile bănești ale unei asociații fondate de bancherul italian Tonti), sumele depunătorilor decedați atribuindu-se supraviețuitorilor) el părăsește această lume la 83 de ani "într-un accident".
În timpul vieții el a născocit povestea nobleței neamului, pretinzând descinderea din niște Balzac d'Entragues, iar înainte de Revoluție semnând cu particula nobiliară de.

### Mama Anne-Charlotte-Laure Sallambier

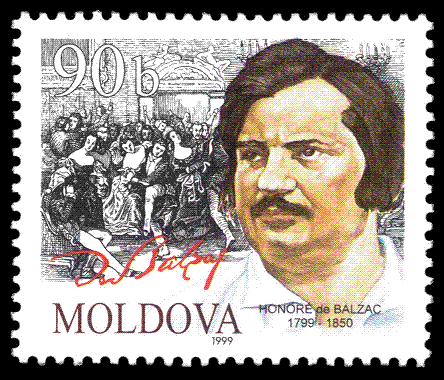
Imaginea lui Honore de Balzac pe o marcă poștală din Republica Moldova

În sânul familiei unui bogat negustor de postavuri, în anul 1778, se naște Anne-Charlotte-Laure Sallambier viitoarea mamă a lui Honoré de Balzac.
Femeie autoritară, inteligentă, instruită, frumoasă ea este preocupată de problemele timpului, de științe și literatură dar mai cu seama de ocultism. Citește scrierile mistice, biblioteca sa conținând operele teosofilor Jacob Boehme, Emanuel Swedenborg, Saint-Martin ("filozoful necunoscut").

### 1797 Constituirea familiei
Odată cu anul 1797 este formată familia Balzac, viitorul leagăn al scriitorului, din Bernard-François Balssa în vârstă de 51 de ani și Anne-Charlotte-Laure Sallambier în vârstă de 19 ani.

## Biografie

### Anii formării
La 20 mai 1799 se naște în orașul Tours Honoré de Balzac fiind primul copil al familiei. Acesta primește un singur nume, Honoré, fapt destul de rar pentru Franța acelei perioade. Noul născut va fi încredințat unei doici, în satul Saint-Cyr de lângă Tours, unde va rămâne până la vârsta de patru ani, după obiceiul timpului. În anul 1800, la 29 septembrie se naște Laure-Sophie Balzac (1800- 1871), sora lui Honorė, care va fi întotdeauna prietena apropiată și confidenta preferată a lui Honoré.  
În 1805 este luat de la doică și dat la internatul Leguai din Tours. După doar doi ani este trecut la internatul unui colegiu din Vendôme (actualul liceu Ronsard). Viața din internat este, după cum va apărea mai apoi ilustrată în romanul Louis Lambert, foarte severă folosindu-se pedepse ca bătaia cu vergi și închiderea la carceră. În contrast cu duritatea vieții din internat însă, acesta i-a dat ocazia tânărului Balzac de a citi mult, în special lucrări de știință și filozofie, scriind chiar un Traité de la volonté (Tratatul voinței), care a fost confiscat de către un supraveghetor. În afară de versurile pe care le compunea neobosit, Traité de la volonté dovedește preocupările copilului, una dintre laturile firii sale.
Relevantă pentru acea perioadă a vieții scriitorului este o scrisoare prin care directorul colegiului răspundea întrebărilor, în ceea ce privește aspectul și caracterul lui Honoré, unui editor în 1855:
„Un copil grăsuț, dolofan și cu fața rumenă. Iarna plin de degerături la mâini și picioare.  Din cauza acestui neajuns a trebuit să fie cruțat adesea de bătaia cu vergi, care pe atunci se mai folosea întrucâtva, iar pedeapsa îi era schimbată în ținere la arest. Multă nepăsare, taciturn, deloc răutăcios, originalitate completă.”
La colegiul Vendôme, Honoré primește un accesit pentru latină (în 1809) pentru care i  se înmânează Histoire de Charles XII, de Voltaire.Aprecierile profesorilor pentru acest an școlar sunt:  comportare: bună; caracter: lent; aptitudini: foarte bune. 
În 1813, în timpul celui de-al doilea trimestru școlar, Balzac este luat acasă de la colegiul din Vendôme, din cauză că „slăbise, îngălbenise la chip și avea o privire de somnambul”, după cum va mărturisi mai târziu sora lui Laure. Se reface repede și la începutul noului an școlar își reia învățătura la liceul din Tours.
Spre sfârșitul anului 1814, Balzac-tatăl este numit șef al aprovizionării diviziei întâia militare și se mută la Paris cu întreaga familie, în cartierul Marais, pe strada Temple. Balzac devine  elevul Institutului Lepître.
Odată cu anul 1815, Balzac terminându-și studiile, se înscrie la Facultatea de Drept în urma unui compromis între el și tatăl său care l-ar fi dorit în Școala politehnică. Pentru inițiere în jurisprudență, face practică mai întâi ca secretar la J. B. Guillonnet-Merville (notar al cărui ucenic a fost și dramaturgul Eugène Scribe), urmând ca după un an și jumătate să treacă pentru încă optsprezece luni sub maestrul Victor Passez. Munca aceasta îl pasiona, viitorul romancier acumulând observații asupra oamenilor și a dramelor sociale pe care funcția îi dă prilejul să le cunoască.
Pe de altă parte, însă, Facultatea de Drept nu îl atrăgea. Prefera în schimbul cursurilor facultății sale pe cele de literatură de la Sorbona, pe cele de filozofie ținute de spiritualistul eclectic Victor Cousin, sau expunerile naturalistului Geoffroy Saint-Hilaire.
În 1819, odată cu împlinirea vârstei de 20 de ani, familia tânărului Honoré deschide o discuție asupra viitorului său. Când acesta își expune hotărârea fermă de a se consacra literaturii, tatăl îl apostrofează: „În literatură trebuie să fii rege, ca să nu fii ordonanță !”. Tânărul Balzac, cu lacrimi în ochi răspunde: „Eu voi fi rege !”, după cum va mărturisi mai târziu Laurei Surville, sora lui preferată, și, de departe, una dintre cele mai apropiate persoane pe întreg parcursul vieții scriitorului.
La cei 73 de ani ai săi, Balzac-tatăl, după ce se consultă cu soția lui, îi oferi tânărului Balzac un răgaz de doi ani în care să-și demonstreze talentele literare. Pentru aceasta, Balzac urma să trăiască dintr-o rentă de 1500 de franci, rămânând la Paris, cu toate că familia sa se retrăgea într-o casă nou achiziționată la Villeparisis în Saine-et-Marne, nu departe de Paris. În anul 1820, sora sa, Laure se căsătorește cu inginerul de poduri și șosele Eugène-Auguste-Louis Midy de  La Greneraye, zis Surville.

### Primii pași în literatură
Din cauza insuficienței banilor, tânărul Balzac s-a văzut în ipostaza de a se abține de la multele plăceri ale tinereții. Cu toate acestea, trăind într-o mansardă închiriată, ducându-și traiul de pe o zi pe alta, a gustat plăcerile începuturilor meseriei sale. Într-o scrisoare adresată surorii sale Laure, el spune: „Focul s-a aprins pe strada Lesdiguieres nr. 9, în capul unui biet flăcău, iar pompierii nu l-au putut stinge. A fost pus de o femeie pe care el n-o cunoaște: se zice că locuiește la Patru Națiuni, la capătul podului Artelor; se numește Gloria.”
Aici are șansa de a citi și admira „romanele populare” ale unor scriitori ca Pigault-Lebrun, Ducray-Duminil, Pixérécourt, ajungând totodată să le invidieze autorii pentru câștigurile aduse de acestea. Balzac era într-o perioadă de acumulare; la finalul celor doi ani de proba nu reușește să termine decât o operă Cromwell, o tragedie în cinci acte, în versuri. Alte opere Cromwell vor mai da la lumină și Mérimée și Victor Hugo, dar, după el.
Se întoarce la Villeparisis, în casa părintească unde citește opera sa. Efectele lecturării au fost dramatice, familia considerând că tânărul Balzac nu are talent. Un fost profesor al Școlii politehnice, prieten de familie, prezent în acea seară îl dojenește: „Fă orice, numai literatură nu!”
Familia îi interzice întoarcerea la Paris, datorită slăbiciunii lui, efectele vieții austere, a mizeriei și a sărăciei își spun cuvântul. Tânărul Balzac se reface rapid în confortabila casă părintească și nu mai are decât un singur gând: să devină independent.
În perioada petrecută la Villeparisis se îndrăgostește de Laure de Berny, o femeie la 45 de ani, venită împreună cu soțul și cei nouă copii la Villeparisis pe întreaga durată a verii. Deși situația doamnei de Berny o constrânge, tânărul Balzac ajunge prin perseverența declarațiilor să și-o facă amantă. Până la sfârșitul vieții ei, Laure de Berny,  "Dilecta",i-a fost iubită, prietenă, sfătuitoare și sprijin material la nevoie.
Doamna de Berny a fost, poate, singura femeie ce l-a iubit cu adevărat. Balzac a avut încredere în ea, iar ea, i-a călăuzit pașii spre lumea și gloria către care aspira. Până la ruperea relației, odată cu împlinirea vârstei de 55 de ani a doamnei Berny, ea a avut rolul de a îi ghida munca, citea manuscrisele și adnota simplu: „prost” sau „frază de refăcut”.
Balzac își creează relații printre tinerii scriitori ai Parisului: Le Poitevin de l’Egreville, Horace Raison, Étienne Arago; este presupusă lansarea unor „romane populare” în colaborare cu aceștia sub pseudonim. În 1823 Balzac publica romane comerciale, cu pseudonimul Horace de Saint-Aubin, cum ar fi: Ultima zână sau Noua lampă fermecată.
În 1824 publica – semnat cu același pseudonim Horace de Saint-Aubin – Anette și criminalul, și o nouă ediție din Vicarul din Ardeni, un nou roman, Wann-Chlore, al cărui subiect, rivalitatea dintre o mamă despotică și fiica sa, va deveni substanța multora dintre „scenele” sale. După cum va afirma mai târziu sora lui, Balzac scrie în acei ani de început peste patruzeci de lucrări, care însă, nu aduc câștigurile mult visate.
Avid de bani, Balzac se lansează în afaceri. Planurile sale nu sunt rele, un realist putând face avere speculând ideile respective: o editură menită să tipărească în condiții excepționale, folosind toate inovațiile moderne din tehnica grafică, operele marilor clasici francezi. În asociere cu librarul Urbain Canel tipărește o ediție completă din opera lui Moliere și una din cea a lui La Fontaine, ediții ce l-au costat aproximativ 10 000 de franci, dar din care nu se vând, într-un an, din pricina sabotajului inițiat de concurență decât douăzeci de exemplare. Pentru a-și zdrobi concurența Balzac cumpără o imprimerie pe str. Maris-Saint-Germain (azi str. Visconti) nr. 17, și îl angajează pe André Barbier, fost maistru tipograf, să se ocupe de partea tehnică.
Activul întreprinderii lui Balzac marchează 67 000 de franci, iar pasivul 113 000. Nu se descurajează, ia un alt asociat, Laurent, și mai cumpără și o turnătorie de litere. Dar, comenzile nădăjduite nu sosesc, clienții existenți plătesc greu, creditul încetează și falimentul e iminent. Datoriile lui Balzac ating în acel moment suma de 90 000 de fraci, suma, acoperită parțial de mama lui, care îi oferă 45 000 de franci, -sărăcind pentru tot restul vieții, fiind nevoită la bătrânețe să se întrețină din pensia acordată de nora sa de 3000 de franci - , restul de 45 000 de franci urmând a fi acoperit de doamna de Berny, care pentru a face rost de bani își girează aproape toate bunurile.
Astfel Balzac datora acum suma de 90 000 de franci, la care trebuia să se plătească o dobândă anuală de 6000, fără a pune în calcul cei 3000 de franci necesari strictei sale existențe.
După ruinarea viselor de afaceri, singura soluție care-i rămâne lui Balzac este scrisul. Pleacă în Bretania la un vechi prieten de familie, generalul baron de Pommereul. În casa călduroasei gazde el scrie prima carte semnată H. Balzac: Le dernier chouan ou la Bretagne en 1800, carte ce va apărea mai apoi în patru volume un an mai târziu în 1828.
La 18 iunie 1829 moare bătrânul Balzac. În vila de la Bouleaunière a doamnei de Berny, Honoré scrie La paix du ménage (Pacea căsniciei). În octombrie, în satul, și poate și la castelul Maffliers al unei noi susținătoare ducesa d’Abrantes, scrie povestirea Gloire et malheur (Glorie și nefericire). Se întoarce la Paris unde scrie Le bal de Sceaux ou Le Pair de France, al cărui subtitlu a fost suprimat mai târziu. Publică Physiologie du mariage ou Méditation de philosophie éclectique sur le bonheur et le malheur conjugal. Gloria începe să se schițeze, deși, pe ultimele sale lucrări nu încasase decât 1000 de franci.

### Bazele Comediei Umane

Monumentul funerar al lui Honoré de Balzac în Cimitirul Père-Lachaise din Paris

Succesul obținut cu Șuanii și cu Fiziologia căsătoriei schimbă substanțial poziția socială și perspectivele de viitor ale lui Balzac, care își găsește acum prieteni mai peste tot în presă. La 7 ianuarie 1830 devine colaborator la revista La Silhouette, îi sunt solicitate colaborări la revista La Mode, invitație făcută de redactorul șef din acea vreme Emile de Girardin; pentru fiecare 16 pagini primind câte 50 de franci.
La 3 martie devine colaborator al Feuilleton des journaux politiques, revistă la a cărei fondare participă și unde i se rezervă rubrica de cronică externă. Din păcate revista va cădea după unsprezece numere. La 5 martie devine colaborator la Le Voleur, la 4 noiembrie la La Caricature unde timp de doi ani va semna cu diverse pseudonime precum: Alex. De B..., Henri B..., Alfred Coudreaux, Eugene Morisseau.
1830 a fost primul an de glorie din viața lui. Ușile lumii mondene îi sunt larg deschise, astfel, ajunge în cele mai strălucite saloane ale epocii: la poeta Marceline Desbordes-Valmore, la baronul Gerard, la contesa Merlin, la George Sand, la ducesa Bratiano, la Sophie Gay, la Delphine de Girardin, la celebra doamna Recamier, la doamna Ancelot, la doamna contesa d’Agoult.
Chipul jovial, fruntea largă, ochii de foc, costumul elegant îl fac să fie binevenit pretutindeni. Își mobilează cu gust apartamentul de pe str. Cassini și duce o viață îmbelșugată. Ducea o activitate bulevardistă și mondenă intensă.
În ceea ce privește munca sa, Balzac spunea: „Mă scol la miezul nopții și lucrez șaisprezece ore în șir”. E greu de imaginat cum a putut să dea publicității numai în cursul acelui an peste o sută de lucrări. În ianuarie a scris La Vendetta (O frumoasă poveste de dragoste ce se ivește între doi tineri aparținând unor familii vrășmașe. La o primă vedere asemănările cu Romeo și Julieta de William Shakespeare, rivalitatea dintre familii, o dragoste interzisă, căsătoria imposibilă, diminuându-i valoarea. Însă Balzac merge mai departe, prezentând realitatea, urcușurile și coborâșurile unei căsnicii tolerate, mizeria și disperarea, tinzând spre distrugere. Realmente o dramă de familie puternic marcată de orgoliile impuse de spiritul corsican), în februarie La Femme vertueuse (mai târziu intitulată Une Double famille) și Les Dangers de l’inconduite (redenumită Gobseck).
În două volume intitulate Scene de la vie privée, titlul reflectând pentru întâia oară ideea grupării operelor sale în “Scene”, publică aproape toate nuvelele pe care le scrisese până atunci: La Maison du Chat qui pelote, Le bal de Sceaux, La Vendetta, Une Double famille, Gobseck, etc. – în mare parte drame de familie, în care tinerele fete mânate de himere doresc să se ridice prin căsătorie deasupra condiției lor sociale.
1831: Balzac își continuă munca în același ritm, publicând în cursul anului peste nouăzeci de titluri. Apar primele iluzii ale posibilității de a parveni printr-o lansare în politică. Balzac se hotărăște să candideze în alegerile apropiate, planul său era să-și deschidă “prin lovituri de tun, ușa la Academie, prin Academie să devină pair, prin titlul de pair ministru, și să ajungă la putere prin puterea însăși”.
În luna aprilie publica broșura Ancheta asupra politicii celor două ministere, semnată: “Dl. De Balzac, elector eligibil” – folosind pentru întâia oară particula nobiliară inventată de tatăl său. De aici înainte va semna pe întregul parcurs al vieții ca “de Balzac”.
Pentru a avea o șansă în alegerile din 5 iunie, Balzac e dispus să se căsătorească cu fiica unui legitimist ce luptase în armata lui Condee, cu care se împrietenise la Villeparisis: Eleonore de Trumilly. Dar dl. de Trumilly se opune, găsind opiniile scriitorului prea liberale, reproșându-i faptul că aprecia monarhia constituțională și nu regretase căderea autocratului Carol al X-lea.
În luna august publică romanul La Peau de chagrin (Pielea de sagri), interesantă poveste fantastică în jurul căreia se oglindește întreaga viață a Parisului. Succesul obținut de prima carte literară semnată Honore de Balzac este enorm, situându-l pe autor printre cei mai mari scriitori ai vremii. În septembrie îi apar, grupate în trei volume, o serie de povestiri intitulate Romans et contes philosophiques cuprinzând: La Peau de chagrin, Sarrasine (tratând vicii împotriva naturii), La Comédie du diable, Jésus-Christ en Flandre, Les Proscrits (conține un excepțional portret făcut lui Dante exilat în Franța), Le Chef-d’oeuvre inconnue, El Verdugo, L’Élixir de longue vie, Les Marana.
La 5 octombrie primește o scrisoare anonimă de la o cititoare care îi analiza scrierile. Descoperă, nu după mult timp că autoarea scrisorii era marchiza de Castries, care îl va invita în curând la ea. Are ocazia de a face cunoștința cu ducele de Fitz-Jammes, unchiul marchizei, astfel devenind fondator al ziarului legitimist Le Rénovateur. Spre sfârșitul anului apare prima parte din Femeia de treizeci de ani, al cărei subiect îi este inspirat, fără îndoială, de viața doamnei de Berny.
În 1832 după moartea la 7 aprilie a Dl. de Trumilly de holeră, Balzac, în ciuda sfaturilor doamnei de Berny și ale doamnei de Castries, cere mână domnișoarei de Trumilly - dânsa reprezentând singura modalitate de a poseda o avere suficientă pentru candidatură - dar este refuzat. Văzându-și iluziile politice spulberate, Balzac se rezervă doamnei de Castries și literaturii.
În mai publică o nouă ediție din Scene de la vie privée, sporită cu nuvele ca: Le Cure de Tours, Grădina cu rodii, Femeia părăsită, Colonelul Chabert etc. Tot în mai, mai publică și primele zece povestiri din Les Cent contes drolatiques colligez ez abbayes de Tourayne par le sieur de Balzac pour l’esbattement des pantagruelistes et non aultres (Cele o sută de povești znovoase adunate și rânduite din Tourayne de jupânul de Balzac spre hlizirea pantagrueliștilor și nu a altora).
În toamna aceluiași an pleacă împreună cu capricioasa doamnă de Castries spre Italia. Se opresc mai întâi la Aix-les-Bains, apoi în octombrie la Geneva. În Geneva speranțele amoroase ale lui Balzac sunt spulberate, se întoarce în Franța unde, își expune în scris starea de spirit: “dezolat, blestemând tot, afurisind femeia”. Spre liniștea lui sufletească, la 12 noiembrie primește o scrisoare din Ucraina (din Odessa), semnată L’Étrangère (Străina) care se va dovedi a fi Eve Hanska, născută contesă Rzewuska, descendenta unei vechi familii aristocratice poloneze, căsătorită cu Venceslas Hanski, posesorul castelului Wierzchownia, lângă Berdicev. Această scrisoare marchează începutul unui episod capital în viața lui Balzac. Acesta se va căsători cu contesa Hanska la 14 martie 1850, în biserica Sfânta Varvara din Berdicev.

## Opera
Primul succes al lui Balzac “Les Chouans” 1829, inițial publicat sub numele de “Le Dernier Chouan”) a fost urmat de “La Peau de chagrin” (1831). În următorii 20 de ani el a scris o vastă colecție de romane și scurte povești cunoscută sub numele “La Comédie humaine”. Aceasta, cea mai de seamă lucrare a sa, este o reproducere a societății franceze a timpului său, ilustrând în detaliu peste 2000 de personaje specifice fiecărei clase sociale și profesii. Cele mai importante romane din Comedia umană sunt: 
- 1832: Louis Lambert;
- 1833: Eugénie Grandet;
- 1833 - 1839: Patologia vieții sociale;
- 1834: În căutarea absolutului (La Recherche de l’absolu);
- 1835: Moș Goriot (Le Père Goriot);
- 1836: Fata bătrână (La vieille fille)
- 1837: Iluzii pierdute (Les Illusions perdues);
- 1837: César Birotteau;
- 1842: Femeia de treizeci de ani (La femme de trente ans).
- 1842 Pescuitorii în apă tulbure (La Rabouilleuse)
- 1847: Verișoara Bette (La Cousine Bette);
- 1847: Vărul Pons ("Le Cousin Pons").

Calitățile lui Balzac care îi depășesc defecte precum lipsa stilului literar, critica, tendința spre melodramă, sunt: originalitatea, marea putere de observație și imaginația sa. Scurtele sale poveștioare includ părțile cele mai bune din limbaj, dar încercările de a scrie dramă au eșuat.
Alte romane și nuvele ale autorului:
- 1829: Fiziologia căsătoriei (Physiologie du mariage);
- 1830: Gobseck;
- 1832 - 1837: Povestiri hazlii (Contes drôlatiques);
- 1833 - 1844: Ilustrul Gaudissart (L'Illustre Gaudissart);
- 1835: Crinul din vale (Le lys dans la vallée);
- 1837: Istoria măririi și decăderii lui César Birotteau (Histoire de la grandeur et de la décadence de César Birotteau);
- 1838: Casa Nucingen (La maison Nucingen);
- 1839 - 1847: Strălucirea și suferințele curtezanelor (Splendeurs et misères des courtisanes);
- 1844: Țăranii (Les paysans);
- 1831: Pielea de șagri (Le peau de chagrin);
- 1835: Séraphita.

## Legături externe
- Maison de Balzac
- Casa Comediei Umane Arhivat în 30 noiembrie 2010, la Wayback Machine., 24 noiembrie 2010, Revista Magazin